# Harcourt Ommundsen
Harcourt Ommundsen (* 23. November 1878 in Alloa, Schottland; † 30. September 1915 in Ypern, Belgien) war ein britischer Sportschütze und Offizier.

## Erfolge
Harcourt Ommundsen nahm an den Olympischen Spielen 1908 in London und 1912 in Stockholm teil. Mit dem Armeegewehr war er 1908 Teil der britischen Mannschaft, die über sechs verschiedene Distanzen hinter den Vereinigten Staaten und vor Kanada den zweiten Platz belegte. Neben Ommundsen gewannen außerdem Arthur Fulton, Fleetwood Varley, Edward Skilton, Philip Richardson und John Martin die Silbermedaille. Mit 424 Punkten war er der beste Schütze der Mannschaft. Vier Jahre darauf schloss er die Einzelkonkurrenz mit dem Armeegewehr auf 600 m mit 88 Punkten auf dem siebten Rang ab. Im Mannschaftswettbewerb belegte er mit dem Armeegewehr mit der britischen Mannschaft über vier verschiedene Distanzen hinter den Vereinigten Staaten und vor Schweden den zweiten Platz und sicherte sich so eine weitere Silbermedaille. Ommundsen war mit 276 Punkten erneut der beste Schütze der Mannschaft, zu der außer ihm noch Arthur Fulton, Henry Burr, James Reid, Edward Parnell und Walter Padgett gehörten.
Ommundsen, Sohn eines Norwegers und einer Schottin, war Lieutenant in der Honourable Artillery Company der British Army. Während des Ersten Weltkriegs fiel er 1915 in Ypern. Ommundsen heiratete kurz vor Kriegsbeginn.